# South African Defence Forces
South African Defence Forces (SADF, z ang. Południowoafrykańskie Siły Obrony) – siły zbrojne Republiki Południowej Afryki (początkowo Związku Południowej Afryki), powstałe w 1957 roku, zastępując Union Defence Force i istniejące do 1994, kiedy to zostały przekształcone w South African National Defence Force.
Oddziały SADF brały udział m.in. w południowoafrykańskiej wojnie granicznej oraz wojnie domowej w Angoli.